# Ville-sur-Terre
Ville-sur-Terre és un municipi francès situat al departament de l'Aube i a la regió del Gran Est. L'any 2007 tenia 137 habitants.

## Demografia

### Població
El 2007 la població de fet de Ville-sur-Terre era de 137 persones. Hi havia 56 famílies de les quals 16 eren unipersonals (4 homes vivint sols i 12 dones vivint soles), 20 parelles sense fills, 16 parelles amb fills i 4 famílies monoparentals amb fills.
La població ha evolucionat segons el següent gràfic:
Habitants censats

### Habitatges
El 2007 hi havia 72 habitatges, 54 eren l'habitatge principal de la família, 4 eren segones residències i 14 estaven desocupats. 71 eren cases i 1 era un apartament. Dels 54 habitatges principals, 43 estaven ocupats pels seus propietaris, 8 estaven llogats i ocupats pels llogaters i 3 estaven cedits a títol gratuït; 2 tenien dues cambres, 3 en tenien tres, 10 en tenien quatre i 39 en tenien cinc o més. 40 habitatges disposaven pel capbaix d'una plaça de pàrquing. A 29 habitatges hi havia un automòbil i a 21 n'hi havia dos o més.

### Piràmide de població
La piràmide de població per edats i sexe el 2009 era:
| Homes | Edats   | Dones |
| ----- | ------- | ----- |
| 0     | 95 o +  | 0     |
| 0     | 90 a 94 | 0     |
| 0     | 85 a 89 | 0     |
| 0     | 80 a 84 | 0     |
| 4     | 75 a 79 | 0     |
| 4     | 70 a 74 | 4     |
| 12    | 65 a 69 | 8     |
| 0     | 60 a 64 | 12    |
| 0     | 55 a 59 | 0     |
| 8     | 50 a 54 | 4     |
| 8     | 45 a 49 | 0     |
| 4     | 40 a 44 | 4     |
| 8     | 35 a 39 | 8     |
| 0     | 30 a 34 | 4     |
| 0     | 25 a 29 | 4     |
| 4     | 20 a 24 | 8     |
| 4     | 15 a 19 | 0     |
| 12    | 10 a 14 | 4     |
| 8     | 5 a 9   | 4     |
| 4     | 0 a 4   | 0     |

## Economia
El 2007 la població en edat de treballar era de 84 persones, 63 eren actives i 21 eren inactives. De les 63 persones actives 58 estaven ocupades (35 homes i 23 dones) i 5 estaven aturades (2 homes i 3 dones). De les 21 persones inactives 5 estaven jubilades, 8 estaven estudiant i 8 estaven classificades com a «altres inactius».

### Ingressos
El 2009 a Ville-sur-Terre hi havia 52 unitats fiscals que integraven 123 persones, la mediana anual d'ingressos fiscals per persona era de 19.403 €.

### Activitats econòmiques
Dels 6 establiments que hi havia el 2007, 1 era d'una empresa de construcció, 3 d'empreses de comerç i reparació d'automòbils i 2 d'empreses d'informació i comunicació.
L'únic servei als particulars que hi havia el 2009 era un saló de bellesa.
L'any 2000 a Ville-sur-Terre hi havia 9 explotacions agrícoles que ocupaven un total de 1.380 hectàrees.

## Equipaments sanitaris i escolars
El 2009 hi havia una escola elemental integrada dins d'un grup escolar amb les comunes properes formant una escola dispersa.

## Poblacions més properes
El següent diagrama mostra les poblacions més properes.